# 法蘭克福戰役
法蘭克福戰役是第二次世界大戰期間針對法蘭克福的三日爭奪戰。美軍由第5步兵師發起主攻，第6裝甲師提供支援。德軍駐防當地的部隊則是第7軍團下轄的第80軍。

## 前奏
3月22日，美軍第5步兵師橫渡萊茵河，並迅速建立橋頭堡。隔日，第5步兵師又從橋頭堡向東推進戰線達5英里，來到距離法蘭克福西南方僅14英里處。裝甲特遣隊則從橋頭堡向北推進至特雷布爾及金斯海姆-古斯塔夫斯堡，並向東來到達姆施塔特。
3月25日，達姆施塔特的德國國防軍指揮官宣布投降，隨後第6裝甲師及第5步兵師解放該城。3月26日，第5步兵師抵達法蘭克福南郊，並攻佔萊茵-美茵空軍基地。

## 戰役過程
第6裝甲師與第5步兵師會合後，穿過法蘭克福南郊的薩克森豪森來到美因河。第5步兵師發現當地近乎無損的威廉橋（Wilhelmsbruecke，今稱福里登斯橋（Friedensbruecke））。德軍工兵試圖於3月25日炸毀該橋以阻滯美軍，但未果，隨後第5步兵師頂著強大的防衛火力橫越威廉橋，進入法蘭克福市區北部。這兩個師接著與德軍進行慘烈的逐屋城鎮戰，緩慢穿越法蘭克福並向北及東方推進。
3月27日，盟軍的進攻導致當地守軍指揮官陣亡，削弱了該城德軍的指揮體系。3月29日，美軍控制了法蘭克福，戰鬥工兵在受損的威廉橋東側修建了一座浮橋。德軍起先試圖建立防禦機槍陣地，但隨後在民眾的說服下離開該市，以盡量減少額外的傷亡。剩餘的德國國防軍遭美軍逐出該城，並向北退去。

## 後續發展
美國軍中廣播盧森堡分部向大眾廣播解放法蘭克福的消息，然而小規模零星戰鬥卻持續到了4月4日。《Vogue》雜誌戰地記者李·米勒當時隨同喬治·巴頓的美國第三軍團，是第一批向美國大眾傳達法蘭克福解放消息的記者。《星條旗報》報導法蘭克福於4月30日解放。攻佔法蘭克福後，第5步兵師休整了數天，並於4月7日接獲命令向北支援魯爾包圍戰的美國第一軍團第三軍。